# ピアース・バトラー (第8代ケア男爵)
第8代ケア男爵ピアース・バトラー（英語: Piers Butler, 8th Baron Caher、1727年以前 – 1788年6月10日）は、アイルランド貴族。

## 生涯
第6代ケア男爵トマス・バトラーとフランシス・バトラー（Frances Butler、1686年 – 1733年、セオバルド・バトラーの娘）の息子として生まれた。
1786年6月6日に兄ジェームズが死去すると、ケア男爵の爵位を継承した。
1788年6月10日に生涯未婚のままパリで死去、初代ケア男爵セオバルド・バトラーに辿っての分流の子孫であるジェームズ・バトラー（1788年7月没）が爵位を継承した。